# Santa Cruz de Tenerife
Santa Cruz de Tenerife az azonos nevű tartomány székhelye és Las Palmas de Gran Canaria mellett a Kanári-szigetek második fővárosa. Lakossága több mint 220 000 fő (2010), és a környező településekkel a Kanári-szigetek második legnagyobb településkörzetét alkotja mintegy 423 000 lakossal. Kikötője a Kanári-szigetek legforgalmasabb személy-, és legjelentősebb halászkikötője.

## Fekvése

Santa Cruz község helyzete Tenerife szigetén

A város Tenerife sziget északkeleti, tengerparti részén fekszik. Szomszédai La Laguna és El Rosario községek.
A Santa Cruz által felügyelt terület kiterjed a ritkán lakott Anaga-hegység keleti felére is.

## Története
Santa Cruz de Tenerife mai területe a guancsok idején az Anagai Királysághoz tartozott A tordesillasi szerződésben Spanyolország és Portugália VI. Sándor pápa közvetítésével felosztotta a világot, és a Kanári-szigetek Spanyolországhoz kerültek. A tulajdonjog érvényesítéséhez ezt az utolsó szigetet is el kellett foglalni. Amikor partra szálltak azon a részen, ahol ma a Plaza España és a Plaza Candelaria található, Alonso Fernández de Lugo 1494-ben egy fakeresztet állított fel, majd itt épült az Añazo erőd. A La Matanza de Acentejo mellett elvesztett csata után a csapat maradéka innen menekült el hajóval. 1495-ben egy újabb csapat szállt partra Don Alonso Fernandez de Lugo vezetésével ugyanitt, és immár elfoglalta a szigetet.

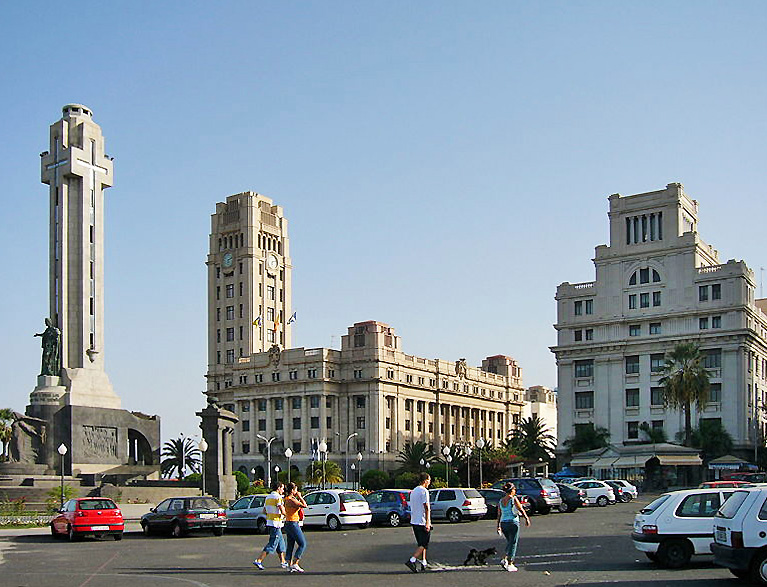
Tipikus épületek a Franco-korszakból a Plaza de España-n

1723-ban a Kanári-szigetek régió főkapitánya La Lagunából Santa Cruzba tette át székhelyét.
A kereskedelem a 17. század végére virágzott fel, miután Santa Cruz (1778-ban) a Kanári-szigetek egyetlen városaként megkapta a királyi jogot a kereskedésre Amerikával. A kikötő első mólóit 1755-ben építették.
A britek, akik stratégiai fontosságúnak tartották a kikötőt, 1657 és 1799 között próbálták sikertelenül katonai erővel bevenni Santa Cruzt. A legjelentősebb támadást 1797 júliusában vezette Nelson admirális. Bowen ellentengernagy 1200 emberrel szállt partra Santa Cruztól délre, de csak egy napig tudta tartani magát a spanyol védőkkel szemben, majd fogságba esett. A kikötői erődből érkező golyózáporban veszítette el a jobb karját Nelson. (Az „El Tigre“ nevű hajót, amely a britek zászlóshajójára tüzet nyitott, a mai napig megőrizték a katonai múzeumban.) Az erőd parancsnoka, Antonio Guitérrez meg nem támadási szerződést kötött Nelsonnal, ami után a brit katonákat szabadon engedték.
Spanyolország tartományokra felosztásánál 1833-ban Santa Cruz de Tenerife az azonos nevű tartomány, azaz Kanári-szigetek fővárosa lett.
Francisco Bahamonde Franco, aki a demokratikus kormány elleni puccs és az abból kibontakozott spanyol polgárháború főszereplőinek egyike volt, 1936-ban a Kanári-szigetek katonai kormányzója volt Santa Cruzban.
1982 óta Santa Cruz Las Palmas de Gran Canaria mellett a Kanári-szigetek autonóm spanyol tartomány fővárosa. A két kormányzati székhely négyévente váltja egymást. Az autonóm spanyol tartomány parlamentjének állandó székhelye Santa Cruz de Tenerife.

## Népesség
A népesség alakulása:
| Év   | Lakosság | Népsűrűség     |
| ---- | -------- | -------------- |
| 1991 | 200 172  | 1 329,5 Fő/km² |
| 1996 | 203 787  | 1 353,5 Fő/km² |
| 2001 | 188 477  | 1 252,3 Fő/km² |
| 2002 | 217 414  | 1 444,6 Fő/km² |
| 2003 | 220 022  | 1 461,4 Fő/km² |
| 2004 | 219 466  | 1 457,3 Fő/km² |
| 2005 | 221 567  | 1 472,2 Fő/km² |
| 2006 | 223 148  | 1 482,1 Fő/km² |
| 2007 | 220 902  | 1 467,2 Fő/km² |
| 2008 | 221 956  | 1 474,2 Fő/km² |
| 2010 | 222 643  | 1 478,8 Fő/km² |

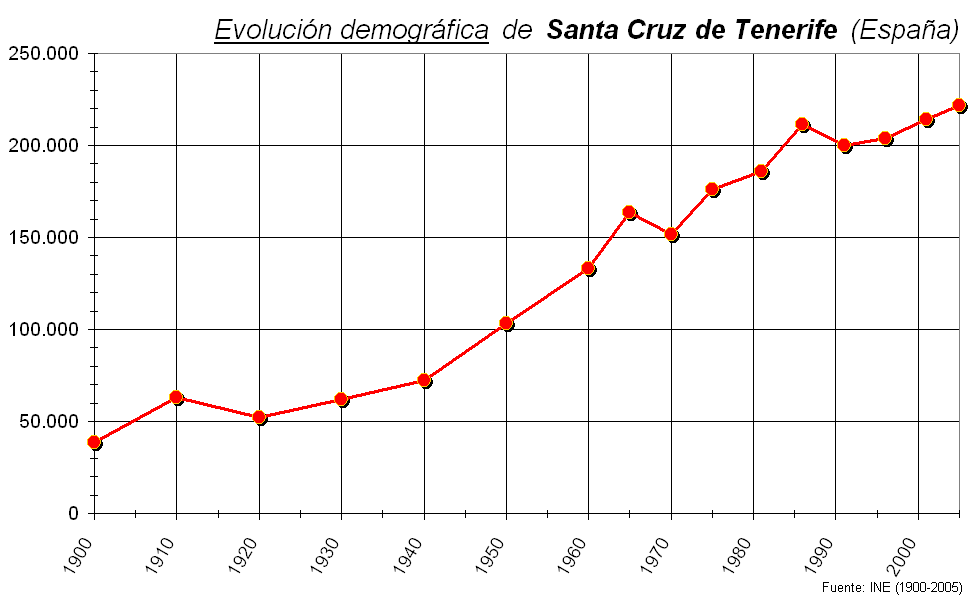
Santa Cruz de Tenerife népességének alakulása

A település lakosságának változását az alábbi diagram mutatja:
| Lakosok száma | 214 153 | 219 446 | 220 902 | 222 417 | 206 965 | 205 279 | 203 692 | 207 312 | 208 688 | 211 359 |
|               | 2001    | 2004    | 2007    | 2009    | 2012    | 2014    | 2017    | 2019    | 2022    | 2024    |

## Városrészei

Santa Cruz de Tenerife kerületei

| Dt. 1: Anaga Dt. 2: Centro Dt. 3: Salud | Dt. 4: Ofra Dt. 5: Suroeste |

- San Andrés
- Taganana

## Gazdasági élete
A város tengeri kikötő és a közeli Las Teresitas strandnak köszönhetően népszerű üdülőhely (a strandra a Szaharából hozták a homokot), csodás kilátással és enyhe, szubtrópusi időjárással. Világhírű Santa Cruz de Tenerife karneválja, amely a Rio de Janeiro-i után a világ második legnagyobb karneválja.
A karneválszezonon kívül a város számos mozit, piacot és galériát kínál a kikapcsolódáshoz. A turizmus szerepe azonban sokkal csekélyebb, mint a sziget északi oldalán fekvő Puerto de la Cruzban.
A kikötő a szigetcsoport többféle nyersanyagát exportálja. Santa Cruz körzetében sokféle ipar telepedett meg, közöttük a textil- és halfeldolgozó ipar, valamint néhány kőolajfinomító.

## Közlekedése
Szomszédos települések: dél-délkeletre El Rosario, nyugat-északnyugatra San Cristóbal de La Laguna.
Santa Cruztól északra San Cristóbal de La Laguna mellett található a Los Rodeos észak-tenerifei repülőtér. Kikötője fontos szerepet tölt be a gazdasági életben, ezen keresztül
zajlik a sziget kőolaj- és egyéb nyersanyagellátása. Közvetlen kompjáratok indulnak a többi szigetre, de a dél-spanyolországi Huelva és Cádiz is elérhető komppal. A városból indul a TF-1 déli és a TF-5 északi autópálya. A La Laguna-ba közlekedő villamosjáratot 2007. június 2-án helyezték üzembe.

## Látnivalók
- Kelet-nyugati irányban húzódik végig a városon a kedvelt sétálóutca, a „Rambla de Santa Cruz” (korábbi és ismertebb nevén Rambla del General Franco.[2] Hatalmas fáival, ülőalkalmatosságaival, kávézóival és üzleteivel a Rambla mind a helyiek, mind a turisták kedvence.
- A város szívében a Rambla mellett található Santa Cruz bikaviadal-arénája. Mivel a Kanári-szigetek parlamentje már évekkel ezelőtt betiltotta a bikaviadalokat, az arénát ma elsősorban koncertekre és egyéb előadásokra használják.
- A város leglátogatottabb bevásárlóutcája a Calle Castillo. Ez a Plaza Weyler-től vezet a kikötő melletti Plaza de España-ig és a mellékutcáival együtt a jól ismert nemzetközi márkák mellett számos helyi üzletet és kávézót kínál.
- Az Iglesia de Nuestra Señora de la Concepción templom tornyát tartják a főváros jelképének. Az 1653-ban egy 1502-ben leégett kápolna helyén emelt templom kilátóhely volt: innen figyelmeztették a lakókat az idegen hajókra vagy a lehetséges kalóztámadásokra.
- A Plaza del Principe és a Calle Adelantado sarkán található vörös épület a város egyik dohánygyára volt. Ma már csak néhány ember sodorja ott a szivarokat (Puros).
- A 2003-ban megnyitott Auditorio de Tenerife a Santiago Calatrava építész által tervezett kongresszusi és koncertközpont.
- A Museo de la Naturaleza y el Hombre (Természeti és antropológiai múzeum). Jelentős tárgyi emlékek a guancs kultúrából és általános régészeti leletek.
- A fővárostól kb. 7 kilométerre található  San Andrés egykori halászfalu. A falu 3500 lakója elsősorban a mesterségesen kiépített Las Teresitas strand látogatóiból él. Itt a San Andrés kastély a spanyol nemzeti emlékmű.
- San Cristóbal-vár
- San Juan Bautista-vár

## Képek

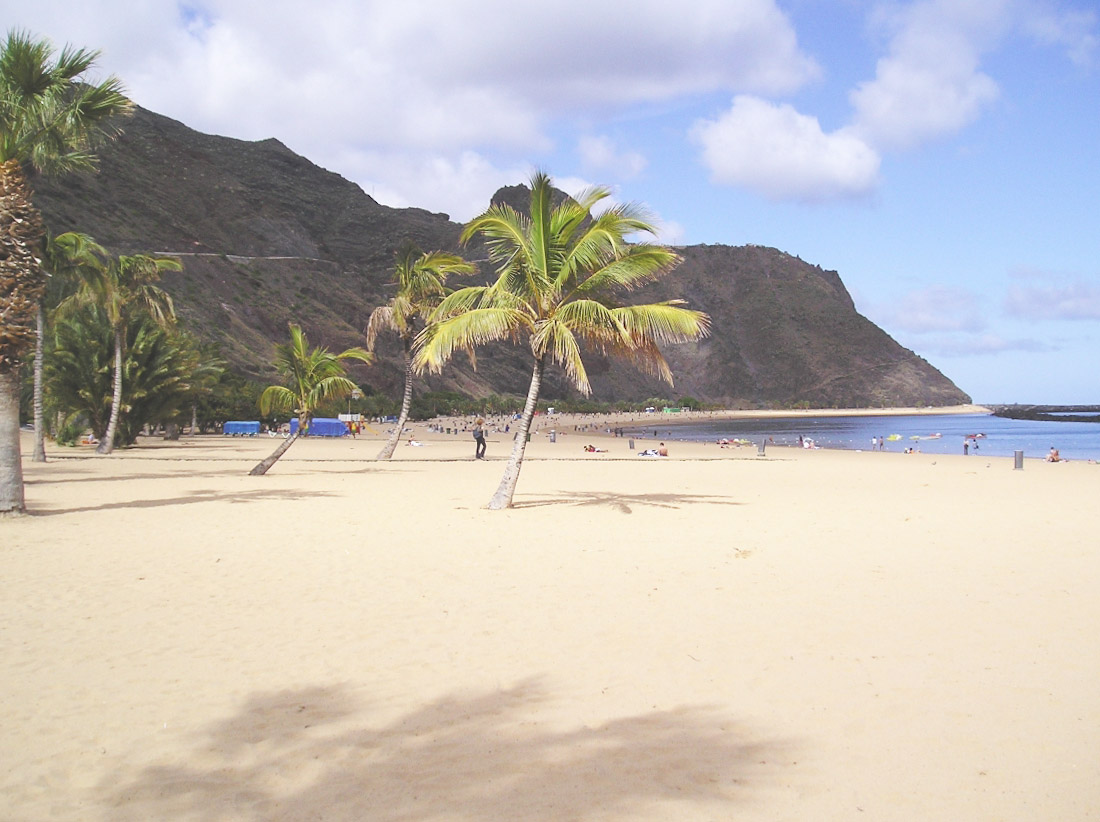
A Las Teresitas strand
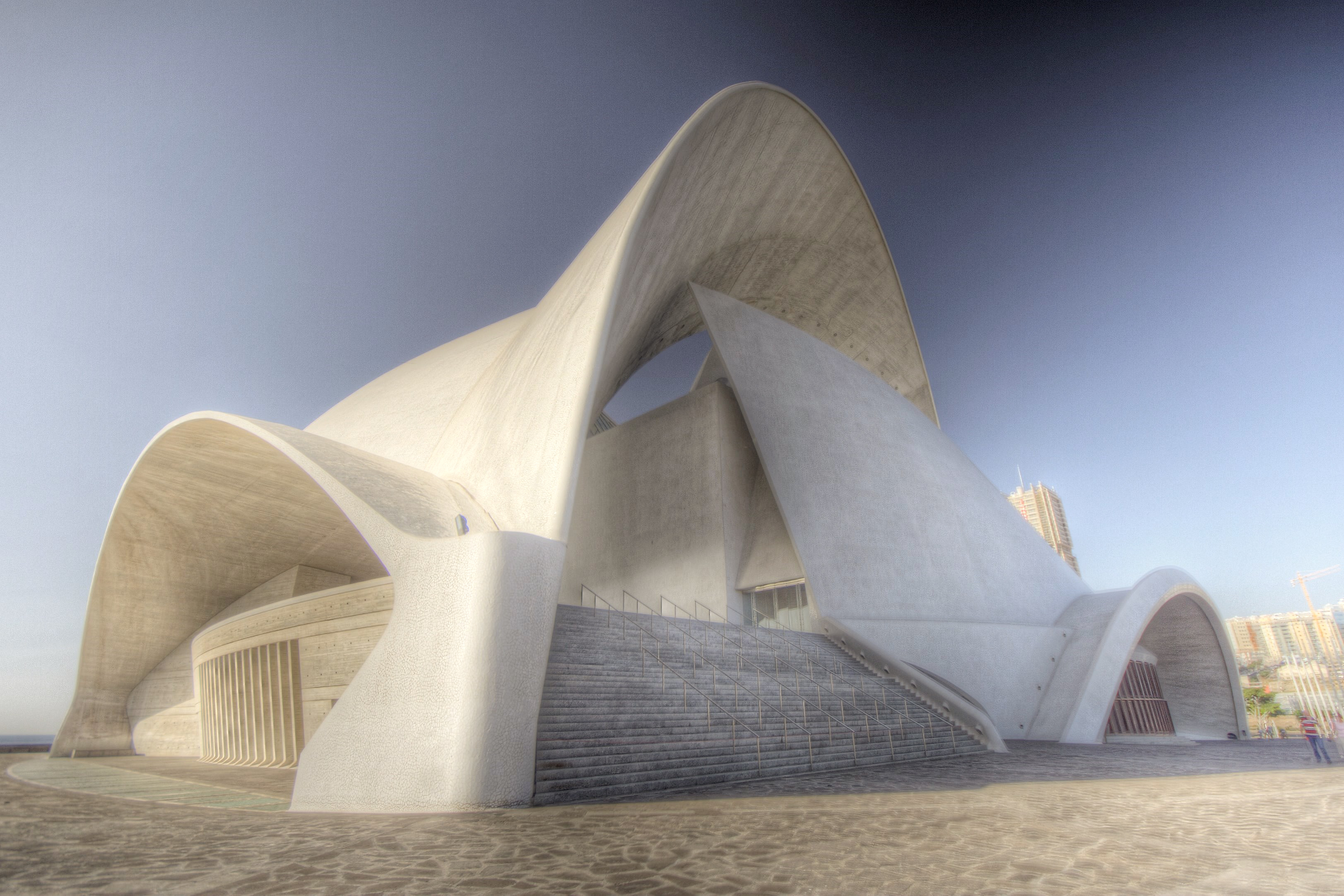
A kongresszusi és koncertközpont (Auditorio de Tenerife)
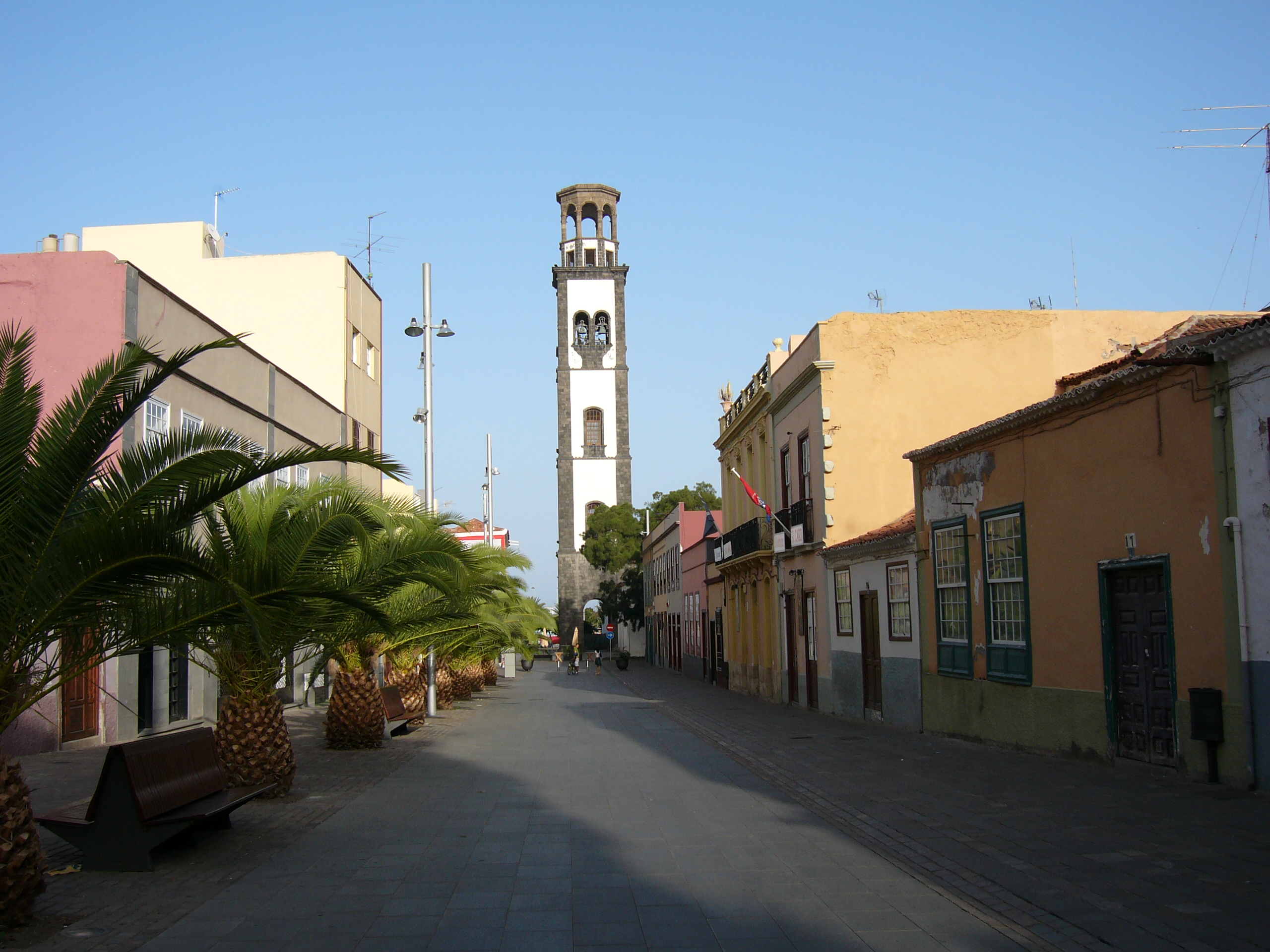
A város jelképe, a templom tornya
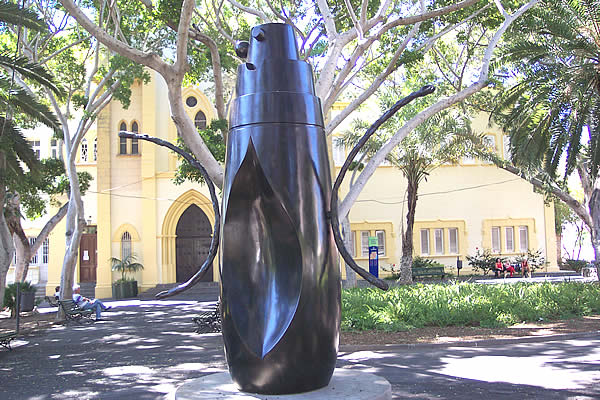
Femme Bouteille - Joan Miró alkotása
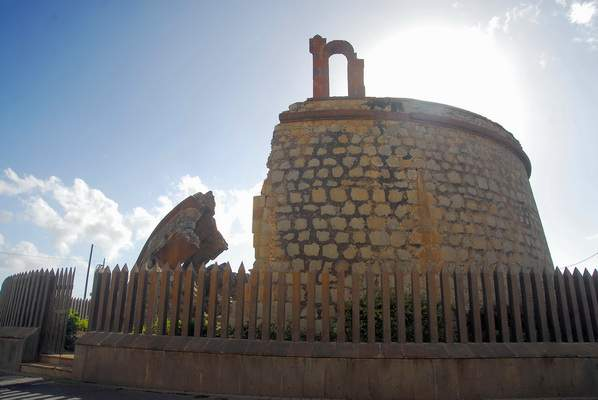
San Andrés kastély

## A város híres szülöttei

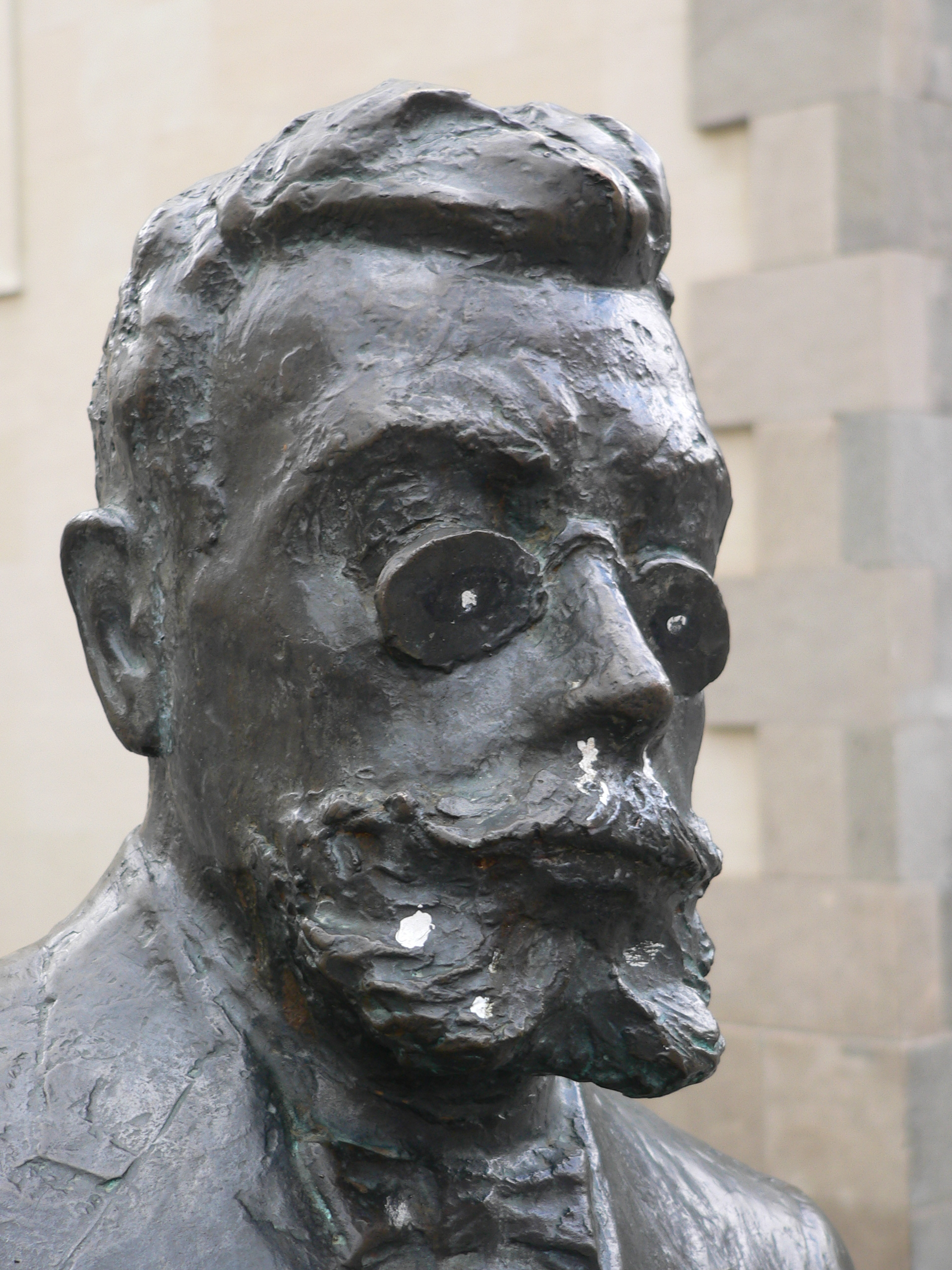
Ángel Guimerá

- Pedro Mario Álvarez (1982) labdarúgó
- Rafael Arozarena (1923) író
- Juan Carlos Fresnadillo (1967) rendező
- Àngel Guimerà (1845–1924) író
- Fernando Fernández Martín (1943), politikus
- Adán Martín Menis (1943) politikus
- Luis Molowny (1925–2010) labdarúgó
- Leopoldo O’Donnell (1809–1867) politikus
- Sergio Rodríguez (1986) kosárlabdázó
- Pedro Rodríguez Ledesma (1987) labdarúgó
- Vitolo (1983) labdarúgó
- Teobaldo Power (1848–1884) zeneszerző
- Sonia Betancort (1977) költő, az irodalomtörténet doktora

## Testvérvárosok
Santa Cruz de Tenerife az alábbi városokkal létesített testvérvárosi kapcsolatot:
- Santa Cruz (Kalifornia), USA (1974)
- Santa Cruz de la Sierra, Bolívia (1978)
- Caracas, Venezuela (1981)
- San Antonio, USA (1983)
- Cádiz, Spanyolország (1984)
- Rio de Janeiro, Brazília (1984)
- Nizza, Franciaország (1989)
- Santa Cruz del Norte, Kuba (1997)
- Aranda de Duero, Spanyolország (1997)
- Guatemalaváros, Guatemala (2002)

## Fordítás
Ez a szócikk részben vagy egészben  a   Santa Cruz de Tenerife című német Wikipédia-szócikk fordításán alapul.  Az eredeti cikk szerkesztőit annak laptörténete sorolja fel. Ez a jelzés csupán a megfogalmazás eredetét és a szerzői jogokat jelzi, nem szolgál a cikkben szereplő információk forrásmegjelöléseként.